# Església de São Martinho de Soalhães
L'Església de Sâo Martinho de Soalhães és una església que es troba a Sâo Martinho de Soalhães, al municipi de Marco de Canaveses, a Portugal. El 1977 fou classificada com a Monument nacional i forma part de la Ruta del romànic.